# Regattastrecke Berlin-Grünau

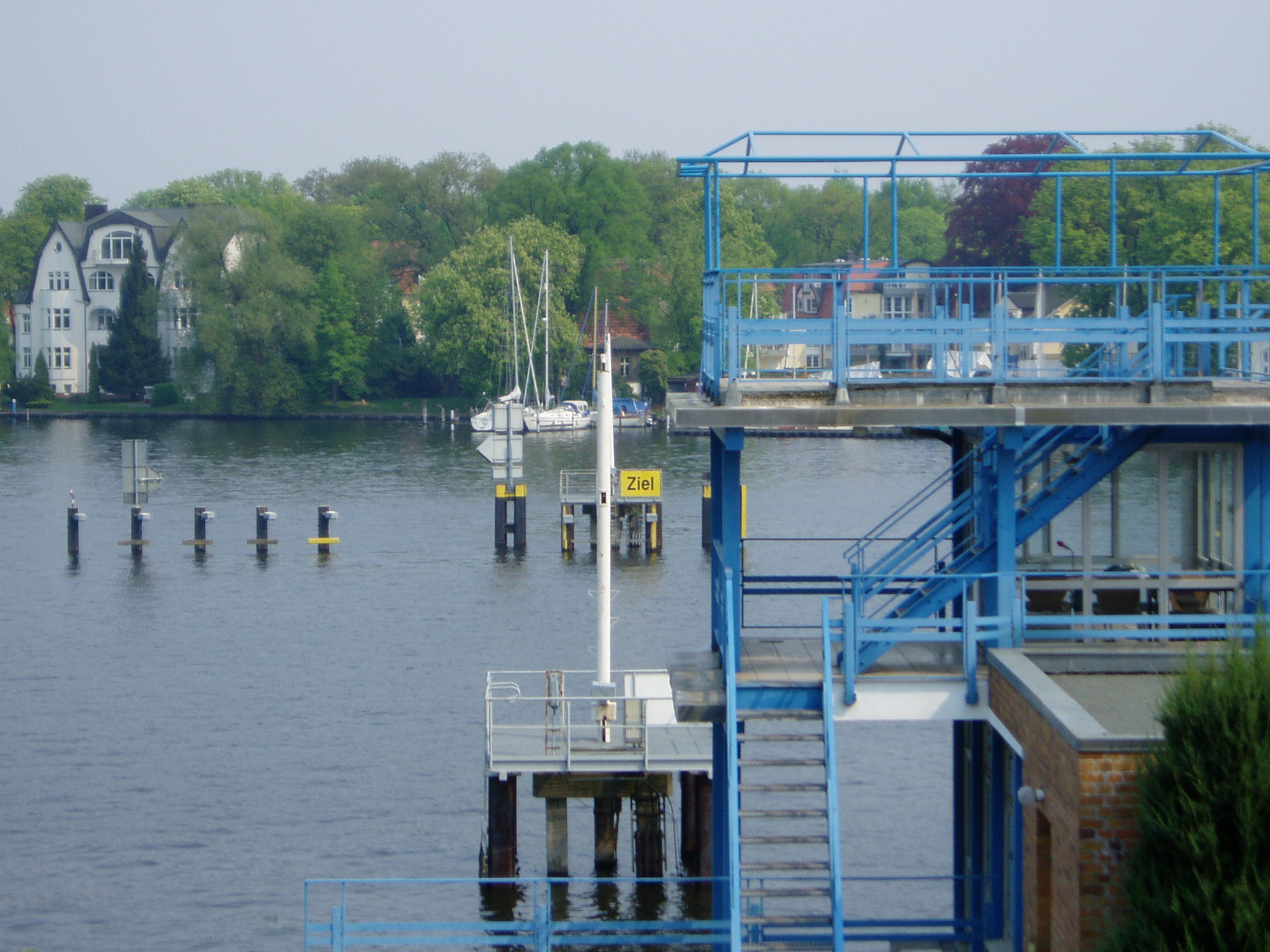
Ziellinie

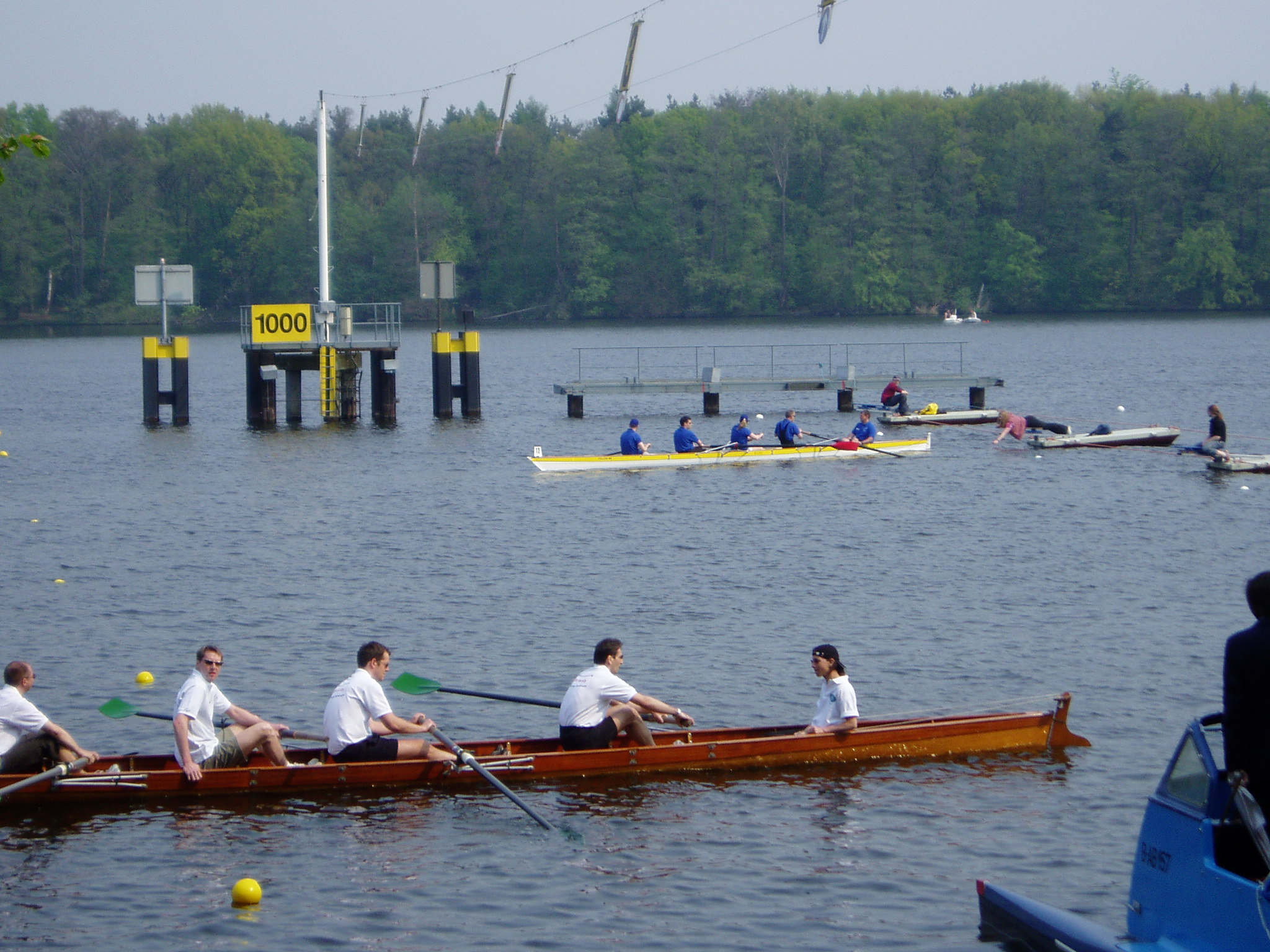
1000-Meter-Marke

Die Regattastrecke Berlin-Grünau ist eine am Ende des 19. Jahrhunderts angelegte Regattabahn im Südosten Berlins in einer Bucht der Dahme. Sie war Austragungsort der Ruder- und Kanuwettbewerbe der Olympischen Spiele 1936.
Die Strecke ist 2000 Meter lang, bietet sechs Bahnen bei Ruderwettbewerben und neun Bahnen für den Kanusport. Sie ist Eigentum des Bezirks Treptow-Köpenick. Im 21. Jahrhundert finden dort Regatten im Rudern und Kanurennsport, Veranstaltungen im Kanupolo, mit Drachenbooten sowie Motorbootrennen statt. Aufgrund des Schiffsverkehrs und der Strömung der Dahme entspricht die Strecke allerdings nicht mehr den heutigen Anforderungen an internationale Meisterschaften.
Die erste offizielle Segelregatta gab es 1868, die erste Ruderregatta auf der Strecke gab es am 27. Juni 1880. Die Wasserkampfbahn ist damit die älteste Sportstätte Berlins, die immer noch genutzt wird.

## Geschichte
Am 7. Juni 1868 fand auf dem Langen See die erste Berliner Segelregatta statt und war damit eine der ersten binnenländischen Regatten Deutschlands. Sie wurde von dem 1867 gegründeten Berliner Segler-Club veranstaltet. Zwischen der Köpenicker Rohrwallinsel und der Bammelecke stellten sich 32 (34 von 39 gemeldeten Booten) Yachten. Auch Theodor Fontane beschrieb in seinen Wanderungen durch die Mark Brandenburg auf der Dahme Segelregatten.
Am 27. Juni 1880 fand in Grünau die erste Regatta der Vereinigten Rudervereine der Oberspree statt. Zur zweiten Regatta, am 11. September 1881, kämpften bereits der Spindlersfelder Ruderverein und der Berliner Ruder-Club mit einem Dresdner und einem Stettiner Ruderverein, es war damit eine der ersten Städteregatten in Deutschland. Diese Regatta führte zehn Tage später am 21. September 1881 zur Gründung des Berliner Regatta-Vereins, der sich unter seinem Schriftführer Georg W. Büxenstein maßgeblich um den Aufbau eines Regelwerks für den Regattasport im Rudern und Segeln verdient machte. Dazu war 1881 in Grünau der Berliner Regatta-Verein gegründet worden, der den Ruderrennsport in Berlin organisierte und dessen Vorsitzender Büxenstein im Jahr 1902 wurde.

## Berliner Regatta-Verein

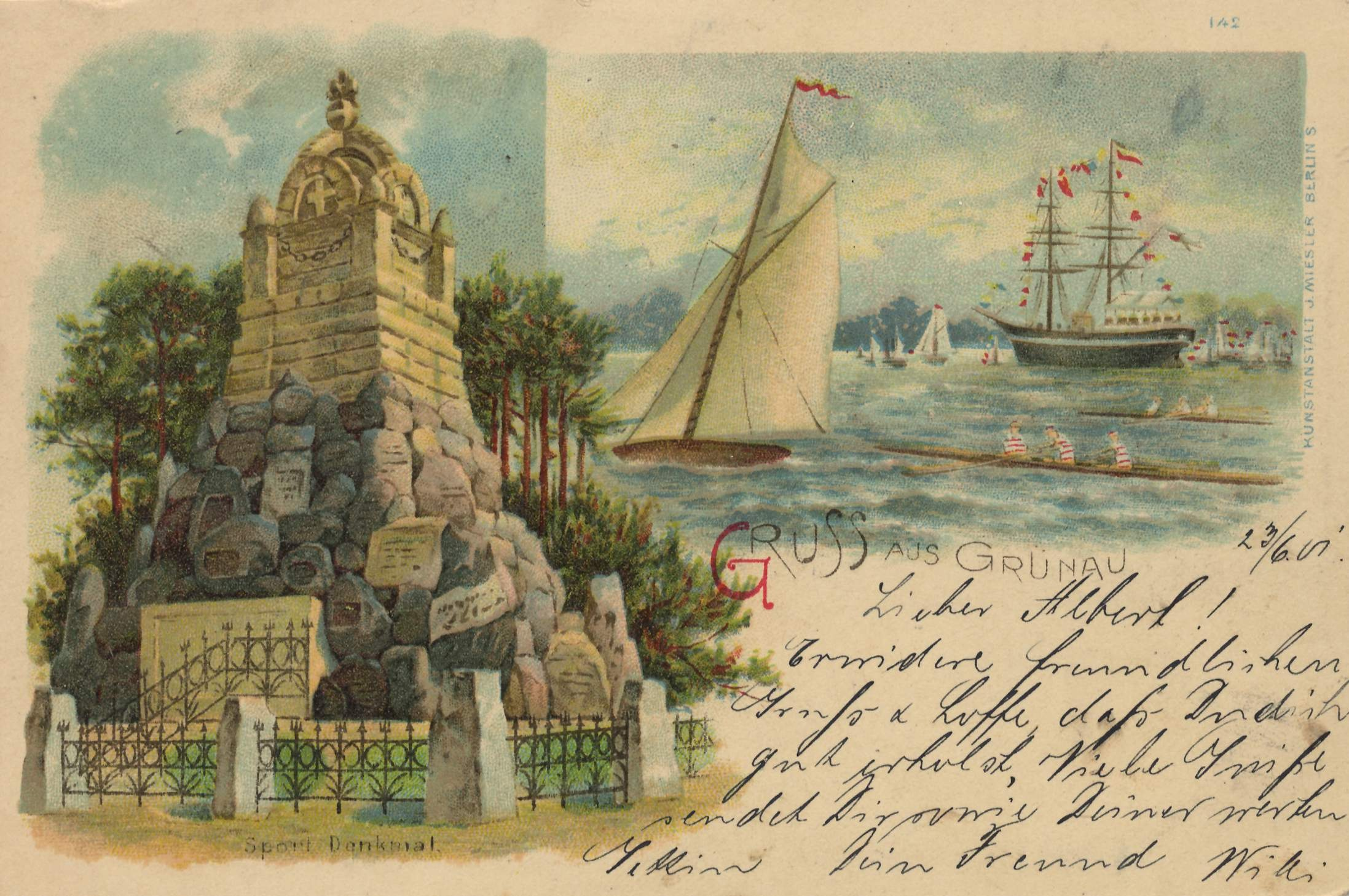
Historische Ansichtskarte mit der Regattastrecke und dem Sportdenkmal, 1901

Der Berliner Regatta-Verein (Rudern und Segeln) wurde am 21. September 1881 zu dem Zweck gegründet, eine „ganz unabhängige Kooperation zu schaffen von den sonstigen Rudervereinen mit der ausschließlichen Aufgabe der Veranstaltung von Regatten.“ Dies waren damals Ruder- und Segelregatten, 1914 zog sich der Verein aus dem Segelsport zurück. Der heutige Nachfolger ist der Landesruderverband Berlin.
Ab 1882 fand alljährlich der Wettkampf um den Wanderpreis der Großen Grünauer Regatta statt. 1883 wurde Büxenstein Mitglied der Geschäftsführung im Deutschen Ruderverband. Am 15. Juni 1883 stiftete Kaiser Wilhelm I. einen Wanderpreis. Seit 1888 gibt es den Kaiser-Vierer. Zu den Regatten kamen bei Kaiserwetter bis zu 50.000 Personen. 1896 pachtete der Regatta-Verein das Gelände für 90 Jahre und erhielt 1897 die Rechte einer juristischen Person. Ein Landvorsprung an der 1000-Meter-Ecke wurde 1897 abgetragen und wenig später entstand dort das Sportdenkmal. Seit 1898 gibt es den großen Preis von Berlin. Am 31. Mai 1908 eröffnete das Strandbad Grünau. Der Regatta-Verein enthüllte am 21. Juni 1925 ein Denkmal für Büxenstein.

## Regattatribüne

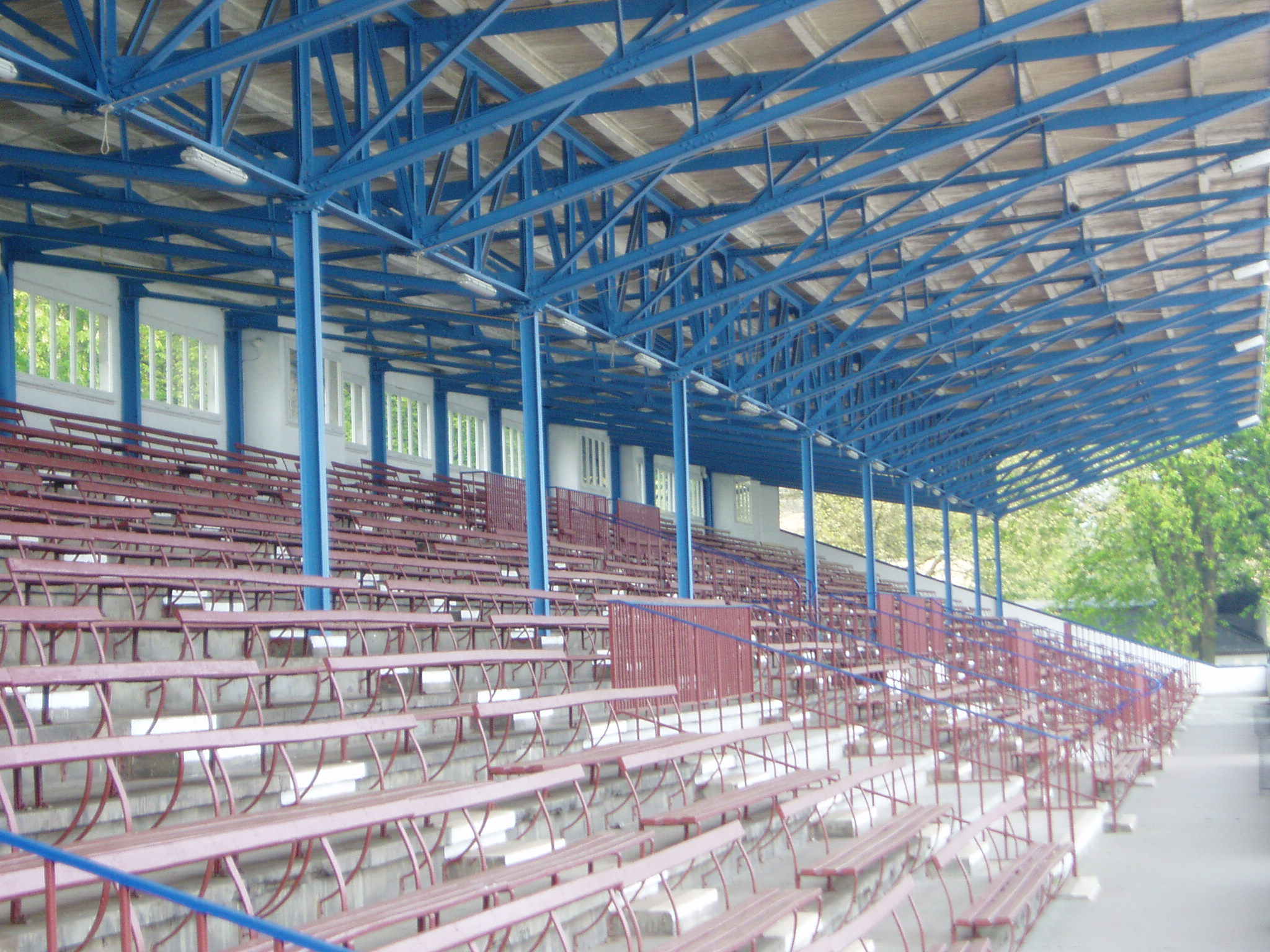
Tribüne

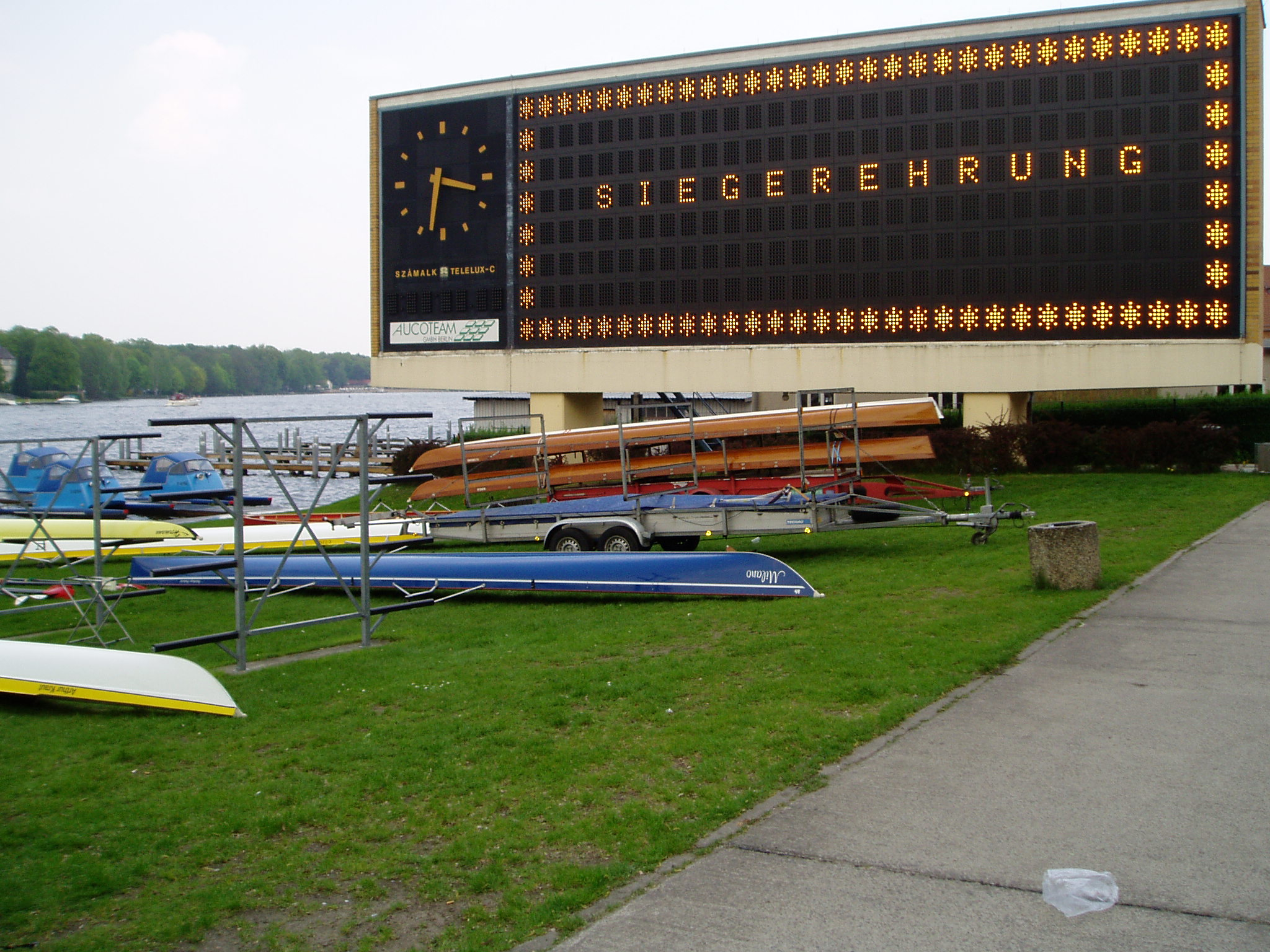
Anzeigetafel

Zunächst entstand am sumpfigen Ufer eine mobile offene Tribüne direkt am Wasser für rund 1250 Personen. 1899 wurde die erste feste Tribüne eingeweiht. 1926–1927 wurde durch Notstandsarbeiten von Arbeitslosen die Strecke begradigt. Die jetzige Tribüne wurde erst ein Jahr vor den Olympischen Spielen 1936 eröffnet und bei den Europameisterschaften im Rudern 1935 getestet. Auf der Tribüne konnten 1936 bei den Olympischen Sommerspielen bis zu 9000 Besucher Platz nehmen. Außerdem wurden die Regattahäuser Ost, Mitte und West gebaut. Der Schiffsverkehr wurde über den dafür angelegten Gosener Kanal umgeleitet.
In der Nachkriegszeit diente die Regattastrecke zum Training unter anderem des SC Berlin-Grünau.
Seit dem Jahr 2002 befinden sich zwei Ausstellungsräume des Grünauer Wassersportmuseums unter der Haupttribüne. In den Sommermonaten wird auf dem Gelände außerdem die Wasserrettungsstation Regattastrecke der DLRG besetzt. Nach der Sanierung 2016–2024 befinden sich das Wassersportmuseum und die DLRG im Tribünengebäude, außerdem hat der Ortsverein Grünau hier seinen Sitz.

## Groß-Veranstaltungen
Auf der Regattastrecke wurden neben nationalen Titelkämpfen im Ruder- und Motorbootsport folgende Großereignisse ausgetragen:
- 1935: Europameisterschaft im Rudern
- 1936: Kanu- und Ruderwettbewerbe der Olympischen Spiele
- 1937: Großer Preis von Deutschland für Motorboote[1]
- 1956: Europameisterschaft im Motorbootrennsport Klasse OJ[2]
- 1957: Europameisterschaft im Motorbootrennsport Klasse OJ
- 1958: Europameisterschaft im Motorbootrennsport Klasse OJ
- 1959: Europameisterschaft im Motorbootrennsport Klasse OJ
- 1960: Europameisterschaft im Motorbootrennsport Klasse OJ
- 1961: Europameisterschaft im Motorbootrennsport Klasse OJ
- 1962: Europameisterschaften im Rudern (Frauen)[3]
- 1964: Europameisterschaft im Motorbootrennsport Klasse E01
- 1966: Weltmeisterschaften im Kanurennsport[3]
- 1968: Europameisterschaft im Rudern (Frauen)[3]
- 1992: Rennen zur Europameisterschaftsserie im Motorbootrennsport Formel 850[4]
- 1992: Internationale Deutsche Hochschulmeisterschaft Rudern und Kanu
- 1993: Europameisterschaft im Motorbootrennsport Klasse O 250
- 1995: Europameisterschaft im Motorbootrennsport Klasse HR 1000
- 1999: Weltmeisterschaft im Motorbootrennsport Klasse O 500[5]
- 2000: Rennen zur Europameisterschaftsserie im Motorbootrennsport Formel 500
- 2001: Rennen zur Europameisterschaftsserie im Motorbootrennsport Formel 500
- 2003: Rennen zur Europameisterschaftsserie im Motorbootrennsport Formel R1000
- 2004: Weltmeisterschaft im Motorbootrennsport Formel 1000 und Rennen zur Europameisterschaftsserie Formel R1000
- 2005: Europameisterschaft im Motorbootrennsport Klasse O 700 und Rennen zur Europameisterschaftsserie Formel R1000
- 2006: Weltmeisterschaft im Motorbootrennsport Klasse S 550
- 2007: Europameisterschaft im Motorbootrennsport Klasse S 550 und Rennen zur Europameisterschaftsserie Formel R1000
- 2008: Weltmeisterschaft im Motorbootrennsport Klasse OSY 400[6]
- 2009: Weltmeisterschaft im Motorbootrennsport Formel 4S und Rennen zur Europameisterschaftsserie Formel R1000
- 2010: Weltmeisterschaft im Motorbootrennsport Klasse O 700 und Rennen zur Europameisterschaftsserie Formel R1000

Klassen im Motorbootrennsport: „OJ“: Rennboote bis Außenbordmotor bis 175 cm³, „E01“: Sportboote mit Innenbordmotor bis 1000 cm³.

Seit 1986 wird bei den Klassen die Hubraumobergrenze in Zahlen angegeben; „O“: Rennboote mit Außenbordmotor, „R“: Rennboote mit Innenborder, „S“: Sportboote mit Serienaußenborder.